# 苕溪漁隱叢話
苕溪漁隱叢話，南宋胡仔（胡元任）編著，成於乾道三年（1167年），是一部詩話集。

## 叢話沿革
此書係繼阮閱《詩話總龜》之作，分《前集》60卷與《後集》40卷，凡100卷，共列100多位詩人，上起國風，下至南宋初年，按年代先後排列，唐代詩人記有李白、杜甫、韓愈，以杜甫最詳，谓学诗当“师少陵而友江西”；宋代詩人以蘇軾為詳。胡仔自號“苕溪漁隱”，故以此為書名。胡仔之弟胡仰于淳熙元年（1174年）刻于两浙东路提点刑狱司公事任上。
此書是北宋诗话之集大成，前集成书于绍兴十八年（1148年），后集成书于乾道三年（1167年）。前集采录诗话约三十三种，后集三十一种，其中《石林诗话》、《冷斋夜话》、《西清诗话》、《蔡宽夫诗话》、《漫叟诗话》、《后山诗话》等均有引用。至於《复斋漫录》引用達一百一十四条，《王直方诗话》達七十一条。採編之餘，胡仔本人的意見則以「苕溪漁隱曰」表達。紹熙五年（1194年），陳奉議刊刻於萬卷堂。今通行本為清乾隆五年（1740年）楊佑啟耘經樓依宋版重雕本。